# کرویه (جامه)

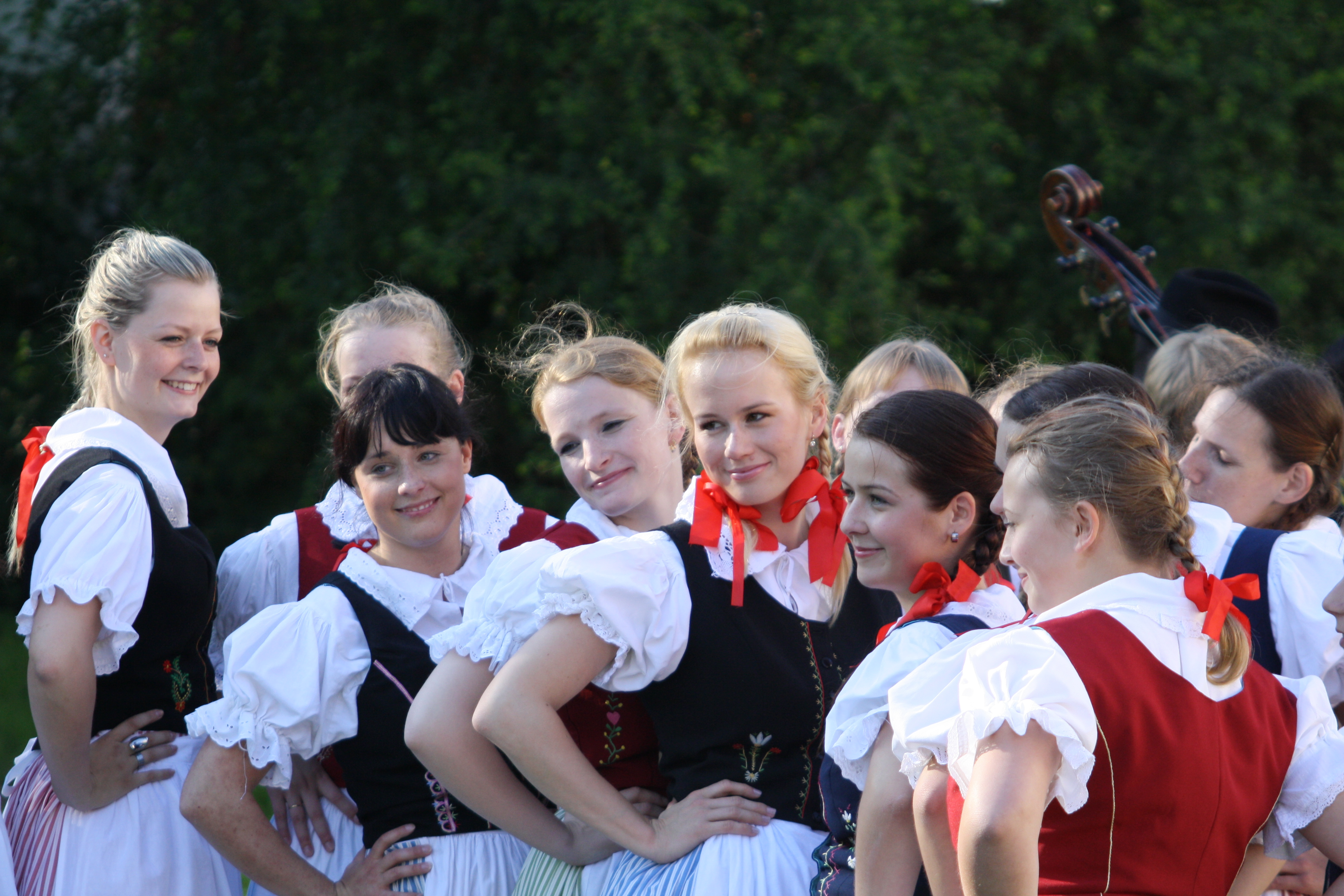
کرویه از منطقه هوراتسکو.

کرویه (چکی: Kroje) (تلفظ "kro-yeh") (مفرد: kroj) نوعی لباس محلی است که توسط مردم چک و اسلواکی پوشیده می‌شد. تأثیر هنر گوتیک در بستن شال و روسری بر روی سر دیده می‌شود. چین‌های ظریف و یقه‌های توری جمع‌شده، نماد دوران رنسانس هستند. از دامن‌های زنگوله‌ای به سبک باروک گرفته تا طرح‌های ظریف اسلاوی، این لباس‌های محلی، رشد پیچیده سنت‌های چک و اسلواکی را نشان می‌دهند.

## انواع
کرویه انواع منطقه‌ای زیادی با تزئینات و/یا رنگ‌های خاص داشتند. سه نوع اصلی کروی وجود دارد:
- نوع ساده که در زندگی روزمره استفاده می‌شود و در همه مناطق بسیار شبیه به نظر می‌رسد.
- نوع جشن که برای مراسم یکشنبه، اعیاد و غیره استفاده می‌شود.
- نوع عروسی - فقط توسط عروس یا داماد استفاده می‌شود. از آنجا که داشتن یک لباس تک‌منظوره منطقی نبود، اغلب با لوازم جانبی خاص عروسی ارتقا می‌یافت.

کروی‌ها، دیگر توسط مردم در جمهوری چک و اسلواکی پوشیده نمی‌شوند و فقط به هنگام جشن مردم از آنها به عنوان یک سنت زنده استفاده می‌کنند.
جایگزینی کرویه با لباس‌های امروزی در قرن نوزدهم آغاز شد: از شهرهای بزرگتر شروع شد و شهرها و روستاها به دنبال آن بودند. این روند در بوهم و مناطق صنعتی و البته برای لباس‌های مردانه سریع‌تر بود، بنابراین در عکس‌های قدیمی ممکن است پدری را با کت و شلوار ببینید، اما مادر (و احتمالاً کودکان) با کروی. آخرین مناطقی که کروی‌ها به صورت روزانه یا تقریباً هر روز پوشیده می‌شد منطقهای نزدیک مرز بین موراویا و اسلواکی – اسلواکی موراویا، هورناتسکو، والاش موراویا بود – که پوشیدن کرویه توسط زنان مسن حتی در نیمه دوم قرن بیستم، دیده می‌شد.

## نگاره‌ها

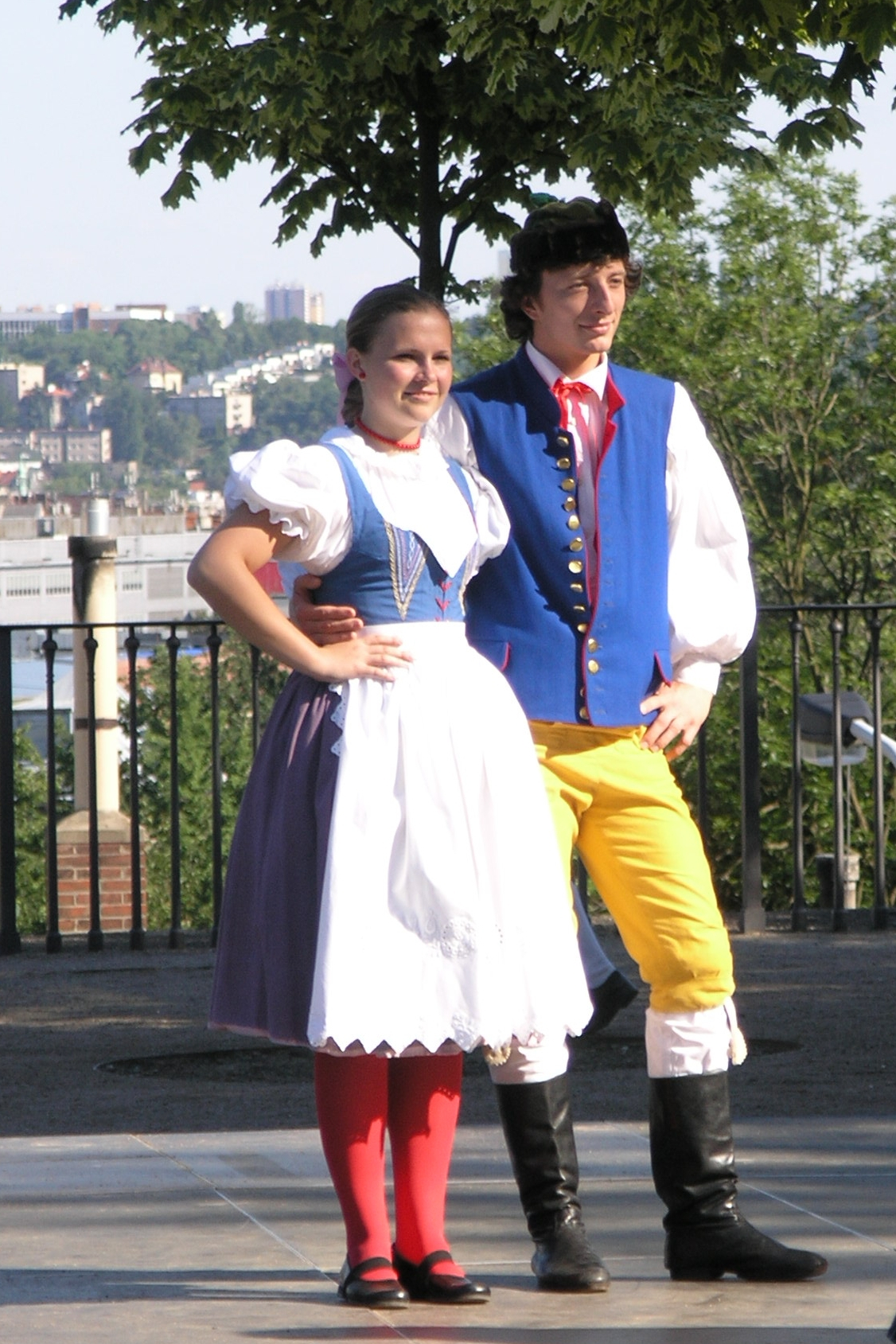
یک زوج با کروی سنتی بوهمی از منطقه پراخنسکو
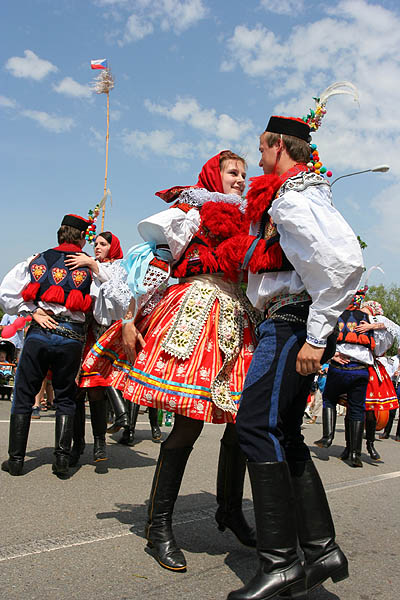
لباس محلی کروی دیده شده در ولچنوف در اسلواکی موراویا
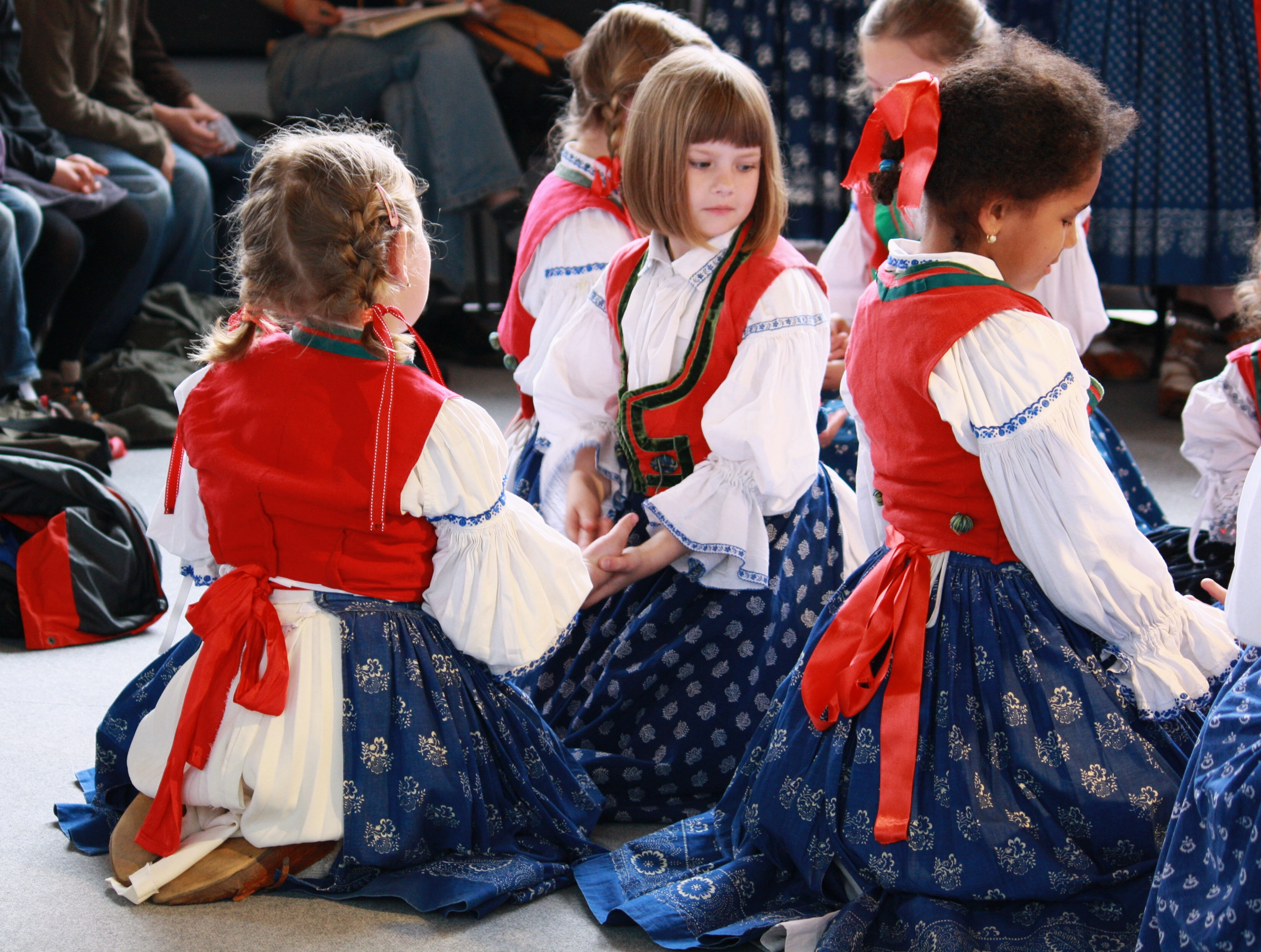
کرویه از والاش موراویا
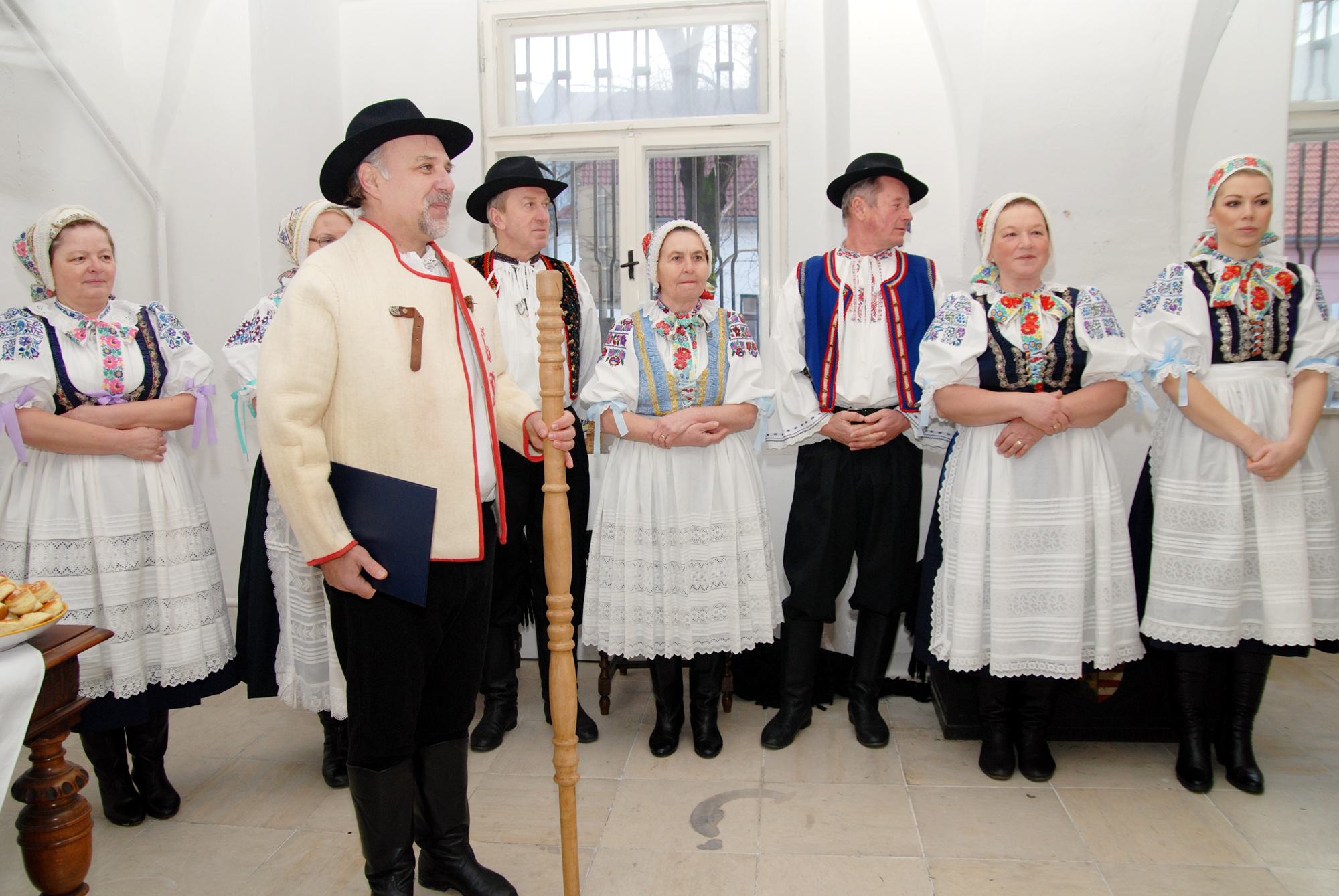
لباس‌های محلی اسلواکی
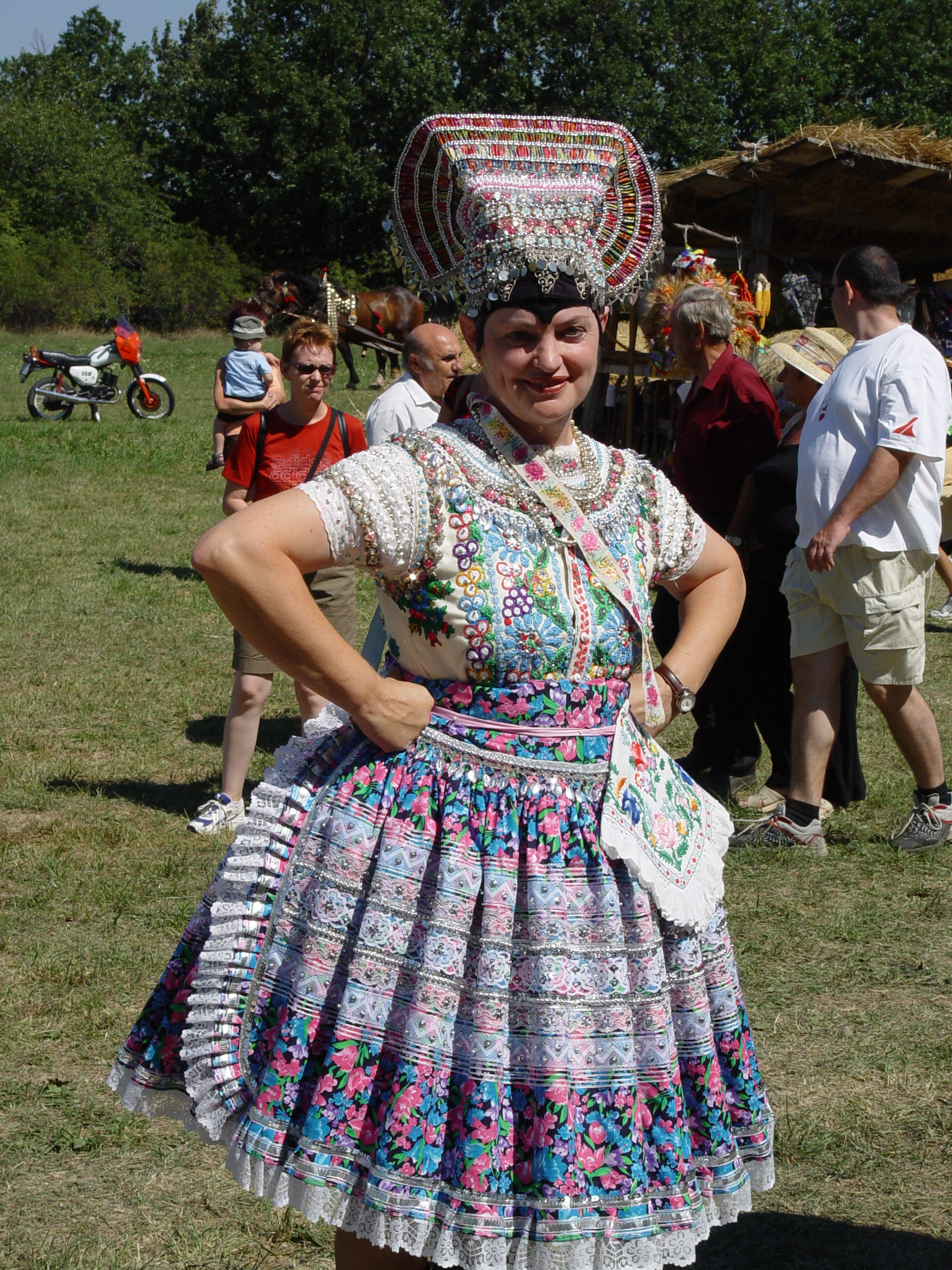
کروی اسلواکی از منطقه هونت
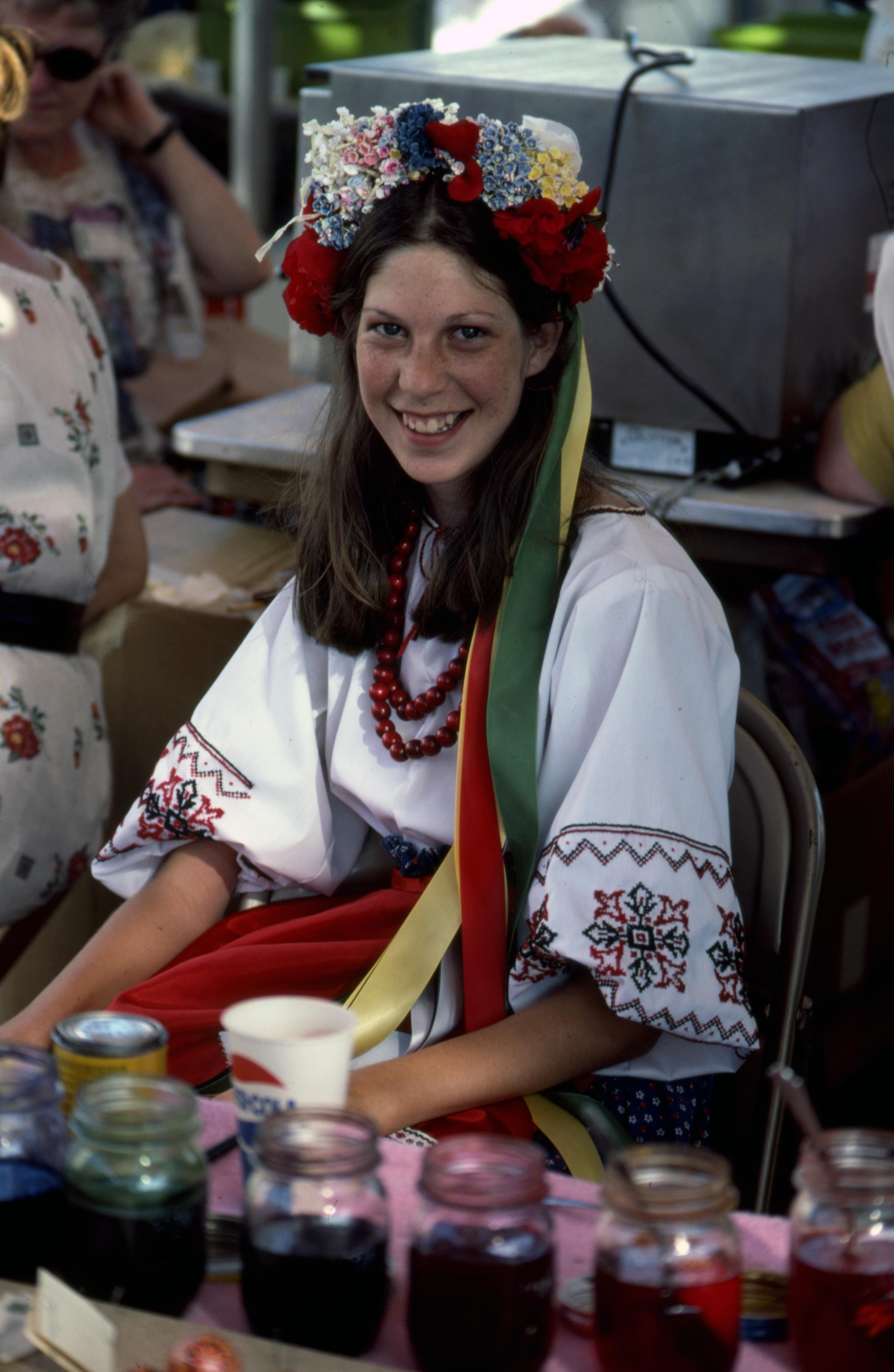
کروی آمریکای‌شده اهل چک از انیس، تگزاس، ۱۹۷۶